# Amtsgericht Ochsenfurt
Das Amtsgericht Ochsenfurt war ein von 1879 bis 2005 bestehendes bayerisches Gericht der ordentlichen Gerichtsbarkeit mit Sitz in der Stadt Ochsenfurt. Es war seit 1973 nur noch Zweigstelle des Amtsgerichts Würzburg.

## Geschichte
Das Zuständigkeitsgebiet des Amtsgerichts Ochsenfurt, das sich vom Main bis an die Tauber erstreckte, war seit der Bistumsgründung von Würzburg Herrschaftsgebiet für das Hochstift Würzburg und kam nach der Säkularisation zu Bayern. 1804 wurde im Verlauf der Verwaltungsneugliederung Bayerns das Landgericht Ochsenfurt errichtet. Mit Inkrafttreten des Gerichtsverfassungsgesetzes am 1. Oktober 1879 wurde das Landgericht in Amtsgericht umbenannt, wobei dessen Sprengel sich mit dem Bezirk und späteren Landkreis Ochsenfurt deckte. Übergeordnete Instanz war das Landgericht Würzburg. Mit Wirkung vom 1. Juli 1932 wurde das Amtsgericht Marktbreit aufgehoben und großenteils dem Amtsgericht Ochsenfurt zugewiesen. Vom 1. Juli 1973 bis 30. April 2005 war das ehemals selbstständige Amtsgericht Ochsenfurt in der Ochsenfurter Kellereistraße 8 Zweigstelle des Amtsgerichts Würzburg.